# Anastassija Schoschyna
Anastassija Mykolajiwna Schoschyna (ukrainisch Анастасія Миколаївна Шошина, engl. Transkription Anastasiya Shoshyna; * 30. November 1997 in Charkiw) ist eine ehemalige polnisch-ukrainische Tennisspielerin.

## Karriere
Schoschyna begann mit sechs Jahren das Tennisspielen und bevorzugt Hartplätze. Sie spielt bislang vor allem Turniere der ITF Women’s World Tennis Tour, wo sie bisher fünf Turniere im Einzel und zehn im Doppel gewann.
2016 spielte sie erstmals ein Turnier der WTA Tour, als sie eine Wildcard für das Hauptfeld im Dameneinzel bei den Katowice Open erhielt. Sie verlor ihre Erstrundenpartie gegen Magda Linette mit 1:6 und 6:75. Beim ITS Cup 2016 erreichte sie mit ihrer Partnerin Katharina Lehnert das Finale.
2019 erreichte sie bei den AK Ladies Open 2019 und den Internationaux Féminins de la Vienne 2019 die zweite Runde.
2020 erreichte sie zusammen mit ihrer Partnerin Paula Kania-Choduń das Halbfinale beim mit 100.000 US-Dollar dotierten Zed Open Women’s Tennis 100K 2020, bei den darauf folgenden Zed Open Women’s Tennis 60K 2020 erreichten die beiden sogar das Finale.

## Doping
Am 26. Oktober 2020 wurde bei Schoschyna ein routinemäßiger Dopingtest durchgeführt, der positiv ausfiel; in ihrem Blut wurde die Substanz Stanozolol nachgewiesen. Am 11. Dezember 2020 wurde sie von der ITF vorübergehend suspendiert. Am 11. August 2022 wurde sie für vier Jahre gesperrt. Sie wird daher nicht mehr in der Weltrangliste geführt.

## Turniersiege

### Einzel
| Nr. | Datum              | Turnier             | Kategorie   | Belag     | Finalgegnerin     | Ergebnis      |
| --- | ------------------ | ------------------- | ----------- | --------- | ----------------- | ------------- |
| 1.  | 5. Juni 2016       | Szczawno-Zdrój      | ITF $10.000 | Sand      | Helene Scholsen   | 6:3, 4:6, 6:4 |
| 2.  | 30. September 2018 | Tschornomorsk       | ITF $15.000 | Sand      | Bojana Marinković | 6:4, 6:1      |
| 3.  | 7. Oktober 2018    | Tschornomorsk       | ITF $15.000 | Sand      | L. Kostenko       | 6:3, 6:3      |
| 4.  | 11. November 2018  | Scharm asch-Schaich | ITF $15.000 | Hartplatz | Anna Morgina      | 7:5, 7:5      |
| 5.  | 16. Dezember 2018  | Kairo               | ITF $15.000 | Sand      | Sandra Samir      | 6:4, 1:6, 6:4 |

### Doppel
| Nr. | Datum             | Turnier                    | Kategorie   | Belag             | Partnerin          | Finalgegnerinnen                     | Ergebnis          |
| --- | ----------------- | -------------------------- | ----------- | ----------------- | ------------------ | ------------------------------------ | ----------------- |
| 1.  | 15. August 2015   | Las Palmas de Gran Canaria | ITF $10.000 | Sand              | Olga Brózda        | Chayenne Ewijk Rosalie van der Hoek  | 7:68, 3:6, [10:7] |
| 2.  | 7. November 2015  | Stockholm                  | ITF $10.000 | Hartplatz (Halle) | Olga Brózda        | Deborah Chiesa Valeria Gorlats       | 6:3, 6:2          |
| 3.  | 26. März 2016     | Scharm asch-Schaich        | ITF $10.000 | Hartplatz         | Weronika Kapschaj  | Karin Kennel Despina Papamichail     | 6:1, 6:2          |
| 4.  | 4. Juni 2016      | Szczawno-Zdrój             | ITF $10.000 | Sand              | Olga Brózda        | Maryna Kolb Nadija Kolb              | 6:2, 7:64         |
| 5.  | 19. August 2016   | Charkiw                    | ITF $10.000 | Sand              | Weronika Kapschaj  | Ilona Kremen Hanna Posnichirenko     | 4:6, 6:4, [11:9]  |
| 6.  | 5. November 2016  | Stockholm                  | ITF $10.000 | Hartplatz (Halle) | Cornelia Lister    | Hilda Melander Paulina Milosavljevic | 7:63, 6:2         |
| 7.  | 3. Dezember 2016  | Antalya                    | ITF $10.000 | Sand              | Ágnes Bukta        | Ani Wangelowa Caitlyn Williams       | 6:2, 4:6, [10:7]  |
| 8.  | 6. Oktober 2018   | Tschornomorsk              | ITF $15.000 | Sand              | Weronika Falkowska | Anastasiya Komar L. Kostenko         | 6:2, 6:1          |
| 9.  | 10. November 2018 | Scharm asch-Schaich        | ITF $15.000 | Hartplatz         | Anna Morgina       | Elena-Teodora Cadar Jelena Simić     | 3:6, 6:3, [10:5]  |
| 10. | 3. August 2019    | Grodzisk Mazowiecki        | ITF W25     | Sand              | Ania Hertel        | Ulrikke Eikeri Isabella Schinikowa   | 6:76, 6:2, [10:4] |